# Procès du bloc des droites et des trotskystes antisoviétiques

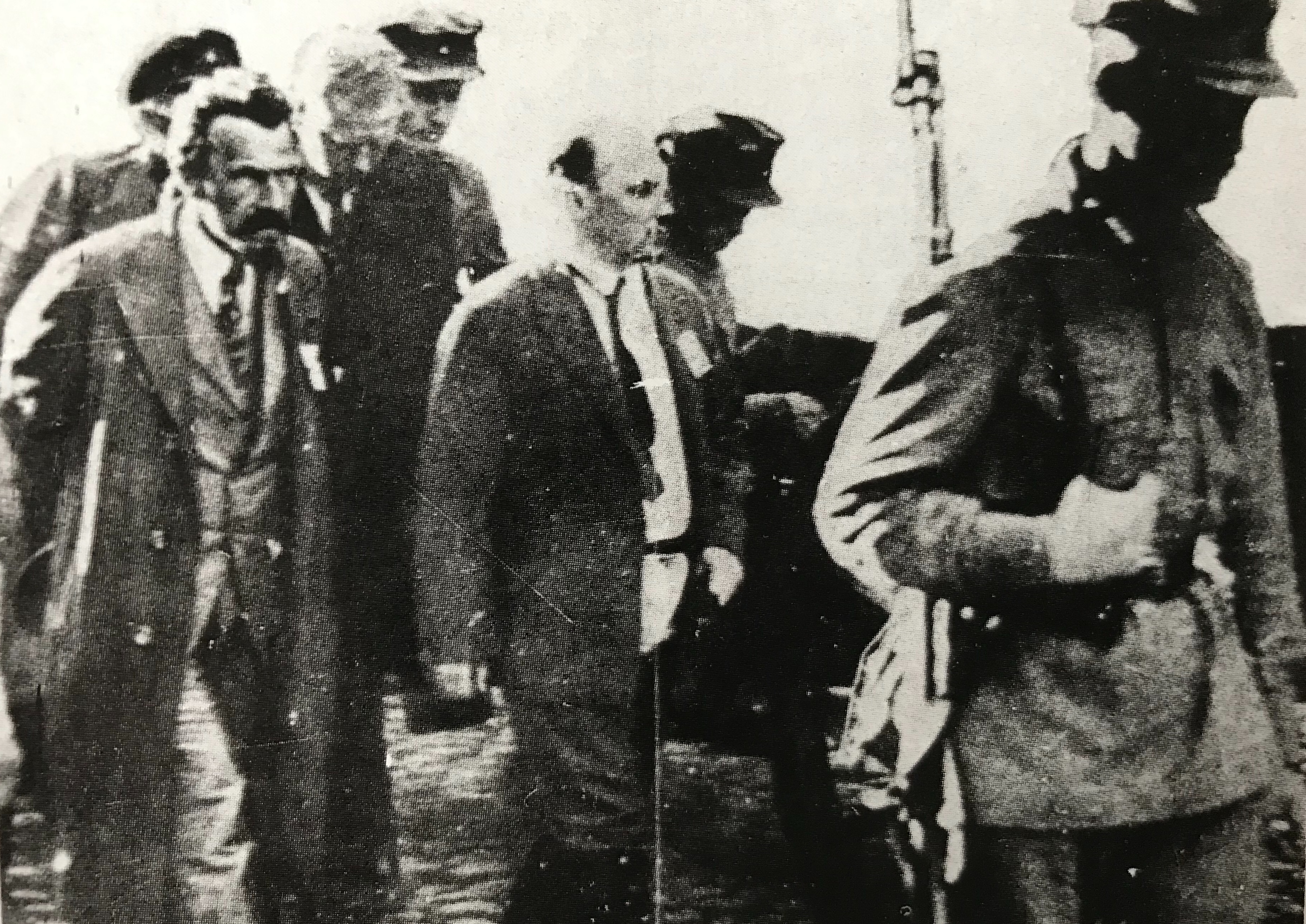
Alexeï Rykov et Nikolaï Boukharine sont conduits à leur procès, 1938.

Le procès du bloc des droites et des trotskystes antisoviétiques ou procès des 21 est un procès politique des Grandes Purges staliniennes. 

## Accusés
1. Nikolaï Boukharine – théoricien Marxiste, ancien chef de l'Internationale communiste et membre du Politburo
2. Alexeï Rykov –  membre du Politburo
3. Nikolaï Krestinski – ancien membre du Politburo et ambassadeur en Allemagne
4. Christian Rakovski – ancien ambassadeur en Grande-Bretagne et en France
5. Genrikh Yagoda – ancien chef du NKVD
6. Arkady Rosengoltz – ancien commissaire du peuple pour le commerce avec l'étranger
7. Vladimir Ivanov – ancien commissaire du peuple pour l'industrie du bois
8. Mikhail Chernov – ancien commissaire du peuple pour l'Agriculture
9. Grigori Grinko – ancien commissaire du peuple pour la Finance
10. Isaak Zelensky – ancien secrétaire du comité central
11. Sergei Bessonov
12. Akmal Ikramov – dirigeant ouzbek
13. Fayzulla Xoʻjayev – dirigeant ouzbek
14. Vasily Sharangovich – ancien premier secrétaire biélorusse
15. Prokopy Zubarev
16. Pavel Boulanov – officier du NKVD
17. Lev Levin – médecin du Kremlin
18. Dmitri Pletnyov – médecin du Kremlin
19. Ignati Kazakov (ru) – médecin du Kremlin
20. Maximov-Dikovsky Venyamin (ru)
21. Pyotr Kryuchkov – secrétaire de Maxime Gorki